# Стърмош
Стърмош ил Стърмеш (на македонска литературна норма: Стрмош) е село в източната част на Северна Македония, община Пробищип.

## География
Селото е разположено южно от общинския център Пробищип, в южното подножие на еруптивната планинска верига Плавица — Манговица (Църни връх). Землището на Стърмош е 5,6 км2, като земеделската площ е 527 хектара, от които 387 хектара са земеделски земи, 132 хектара пасища и 8 хектара гори.

## Етимология
Името е от прилагателното стръм, „стръмен“ и наставка -ош. Имената с такъв произход са чести в българската топонимия, например Липош, Мокрош, Дървош.

## История
В XIX век Стърмош е изцяло българско селце в Кратовска кааза на Османската империя. Според статистиката на Васил Кънчов („Македония. Етнография и статистика“) от 1900 година селото има 240 жители, всички българи християни.
По данни на секретаря на Българската екзархия Димитър Мишев („La Macédoine et sa Population Chrétienne“) в 1905 година в Стръмош (Strimoche) има 264 българи екзархисти.
При избухването на Балканската война в 1912 година 5 души от Стърмош са доброволци в Македоно-одринското опълчение. След Междусъюзническата война в 1913 година селото остава в Сърбия.
Според преброяването от 2002 година селото има 294 жители (143 мъже и 151 жени).

## Личности
Родени в Стърмош
- Аритон Гаврилов Кръстев, български военен деец, старши подофицер, загинал през Първата световна война[7]
- Кръсто Филипов, български революционер, деец на ВМОРО, действал в 1915 година в източната част на Вардарска Македония с чета, вероятно под командването на Иван Бърльо[8] и по-късно в същата година с четата на Дончо Ангелов[1]
- Наум (1879 – 1905), български революционер от ВМОРО, четник на Петър Апостолов[9]

Свързани със Стърмош
- Тодор Спасов, български революционер, кратовски войвода на ВМОРО. На 6 ноември 1905 година е обграден от турски аскер в Стърмош, като в сражението четата му дава двама убити и един ранен четник[10]